# Grand Prix Formule 1 van België 2004
De Grand Prix Formule 1 van België 2004 werd gehouden op 29 augustus 2004 op Spa-Francorchamps in Spa.

## Uitslag
| Pos. | Nr. | Coureur              | Constructeur       | Rondes | Tijd / Oorzaak uitval | Grid | Punten |
| ---- | --- | -------------------- | ------------------ | ------ | --------------------- | ---- | ------ |
| 1    | 6   | Kimi Räikkönen       | McLaren - Mercedes | 44     | 1:32:35.274           | 10   | 10     |
| 2    | 1   | Michael Schumacher   | Scuderia Ferrari   | 44     | +3.132                | 2    | 8      |
| 3    | 2   | Rubens Barrichello   | Scuderia Ferrari   | 44     | +4.371                | 6    | 6      |
| 4    | 12  | Felipe Massa         | Sauber - Petronas  | 44     | +12.504               | 8    | 5      |
| 5    | 11  | Giancarlo Fisichella | Sauber - Petronas  | 44     | +14.104               | 5    | 4      |
| 6    | 15  | Christian Klien      | Jaguar Racing      | 44     | +14.614               | 13   | 3      |
| 7    | 5   | David Coulthard      | McLaren - Mercedes | 44     | +17.970               | 4    | 2      |
| 8    | 17  | Olivier Panis        | Toyota             | 44     | +18.693               | 9    | 1      |
| 9    | 7   | Jarno Trulli         | Renault            | 44     | +22.115               | 1    |        |
| 10   | 16  | Ricardo Zonta        | Toyota             | 41     | Motor                 | 20   |        |
| 11   | 18  | Nick Heidfeld        | Jordan-Ford        | 40     | +4 Rondes             | 16   |        |
| DNF  | 3   | Juan Pablo Montoya   | Williams-BMW       | 37     | Band                  | 11   |        |
| DNF  | 4   | Antônio Pizzonia     | Williams-BMW       | 31     | Versnellingsbak       | 14   |        |
| DNF  | 9   | Jenson Button        | BAR-Honda          | 29     | Band/Botsing          | 12   |        |
| DNF  | 21  | Zsolt Baumgartner    | Minardi - Cosworth | 28     | Botsing               | 18   |        |
| DNF  | 8   | Fernando Alonso      | Renault            | 11     | Motor                 | 3    |        |
| DNF  | 14  | Mark Webber          | Jaguar Racing      | 0      | Botsing               | 7    |        |
| DNF  | 10  | Takuma Sato          | BAR-Honda          | 0      | Botsing               | 15   |        |
| DNF  | 20  | Gianmaria Bruni      | Minardi - Cosworth | 0      | Botsing               | 17   |        |
| DNF  | 19  | Giorgio Pantano      | Jordan-Ford        | 0      | Botsing               | 19   |        |

## Wetenswaardigheden
- Eerste punten: Christian Klien.
- Laatste punten: Olivier Panis.
- 700ste race: Ferrari.
- 7de wereldkampioenschap: Michael Schumacher.
- Eerste en laatste seizoensoverwinning: Kimi Räikkönen, McLaren.
- Rondeleiders: Jarno Trulli 9 (1-9), Fernando Alonso 2 (10-11), Kimi Räikkönen 29 (12-13; 17-29; 31-44), Juan Pablo Montoya 1 (14), Michael Schumacher 2 (15; 30) en Antônio Pizzonia 1 (16).
- Er was een kleine kettingbotsing in de eerste ronde, waardoor enkele rijders moesten opgeven.
- Tijdens het lappen van Zsolt Baumgartner kreeg Jenson Button een klapband,  hierdoor spinde hij en raakte Minardi van de Hongaar,  die hierdoor ook moest uitvallen.

## Statistieken
| Snelste ronde | Kimi Räikkönen | McLaren - Mercedes | 1:45.108 |

## Noot
- Dit was de eerste ronde als raceleider voor Antônio Pizzonia.

1925 · 1930 · 1931 · 1933 · 1934 · 1935 · 1937 · 1939 · 1947 · 1949 · 1950 · 1951 · 1952 · 1953 · 1954 · 1955 · 1956 · 1958 · 1960 · 1961 · 1962 · 1963 · 1964 · 1965 · 1966 · 1967 · 1968 · 1970 · 1972 · 1973 · 1974 · 1975 · 1976 · 1977 · 1978 · 1979 · 1980 · 1981 · 1982 · 1983 · 1984 · 1985 · 1986 · 1987 · 1988 · 1989 · 1990 · 1991 · 1992 · 1993 · 1994 · 1995 · 1996 · 1997 · 1998 · 1999 · 2000 · 2001 · 2002 · 2004 · 2005 · 2007 · 2008 · 2009 · 2010 · 2011 · 2012 · 2013 · 2014 · 2015 · 2016 · 2017 · 2018 · 2019 · 2020 · 2021 · 2022 · 2023 · 2024 · 2025 · 2026 · 2027 · 2029 · 2031